# Позвизд Владимирович
По́звизд Влади́мирович — сын Владимира Святославича, упоминаемый только в летописном списке сыновей Владимира. Из-за того, что он указан в этом списке предпоследним, делается вывод, что Позвизд относился к младшим сыновьям Владимира. Больше о нём ничего не известно.
Носитель уникального для княжеской династии имени, совпадающего с именем языческого божества (славянского бога ветра Позвизда). Родился не позднее 988 года, то есть до принятия христианства, о чём свидетельствует и его имя.
Некоторые исследователи считали его не сыном, а племянником Владимира. Неизвестно, кем точно была его мать, а также владел ли он каким-нибудь уделом на Руси. По Густинской летописи имел владение на Волыни. Время смерти неизвестно.
Н. А. Баумгартен по непонятным причинам отождествлял Позвизда с Хрисохиром (Золоторуким), который возглавлял поход руси против Византии 1024 года.